# Pinka
Pinka je reka v Srednji Evropi, ki je dolga okoli 90 km. Izvira na avstrijskem Štajerskem, nato pa prečka avstrijsko-madžarsko mejo petkrat. Pozneje se izlije v Rabo.